# Hairspray (pel·lícula de 2007)
Hairspray és una pel·lícula estatunidenca de 2007, del gènere musical, dirigida per Adam Shankman, amb John Travolta, Michelle Pfeiffer, Christopher Walken, Amanda Bynes, James Marsden, Queen Latifah, Brittany Snow, Zac Efron, Elijah Kelley, Allison Janney, i debutant, Nikki Blonsky, als rols principals.
La pel·lícula és una adaptació del musical de Broadway de 2002 del mateix nom, guanyador del premi Tony. Així mateix és una adaptació de la pel·lícula Hairspray de 1988, de John Waters.

## Argument
La història té lloc a Baltimore, Maryland, als anys 60. Tracta sobre una noia, Tracy (Nikki Blonsky), que el seu somni és ballar a l'espectacle de Corny Collins, un programa de ball de la TV local. Ella aconsegueix una possibilitat de sortir a l'espectacle, gràcies a una de les estrelles del show, Link (Zac Efron) i es fa tota una estrella. Comença a utilitzar la fama per parlar en nom de la causa amb la que creu: la integració racial.
Per això, té l'ajuda de la seva mare Edna (John Travolta), el seu pare Wilbur (Christopher Walken), la seva millor amiga Penny Pingleton (Amanda Bynes), la disc jockey local afroamericana, Motormouth Maybelle (Queen Latifah), i els fills de Motormouth, Seaweed (Elijah Kelley) i Little Inés (Taylor Parks). Però Tracy es guanya la rivalitat de l'estrella anterior del programa: Amber Von Tussle (Brittany Snow), així com la de la seva mare (Michelle Pfeiffer), una dona manipuladora i racista. La rivalitat és màxima quan Amber i Tracy lluiten pel títol de Miss Teenage Hairspray 1962.

## Repartiment
- Nikki Blonsky com a Tracy Turnblad
- John Travolta com a Edna Turnblad.
- Michelle Pfeiffer com a Velma Von Tussle.
- Christopher Walken com a Wilbur Turnblad.
- Amanda Bynes com a Penny Pingleton.
- James Marsden com a Corny Collins.
- Queen Latifah com a "Motormouth" Maybelle.
- Brittany Snow com a Amber Von Tussle.
- Zac Efron com a Link Larkin.
- Elijah Kelley com a Seaweed J. Stubbs.
- Allison Janney com a Prudy Pingleton.
- Taylor Parks com a Little Inez.

## Cameos
A més dels actors principals, la pel·lícula tingué diverses aparicions de persones implicades d'alguna forma a la història del projecte musical Hairspray:
- Jerry Stiller és Mr. Pinky (Wilbur Turnblad a la pel·lícula original de John Waters)
- Ricki Lake (Tracy Turnblad a la pel·lícula original de John Waters, Adam Shankman (director i coreògraf de la pel·lícula), Marc Shaiman i Scott Wittman (escriptors de la BSO de la pel·lícula), fan una aparició entre el públic de l'última seqüència de You Can't Stop the Beat com caçatalents.
- John Waters fa la seva aparició al principi d'aquesta pel·lícula amb la cançó Good Morning, Baltimore com exhibicionista (és el director, escriptor i guionista de la primera pel·lícula Hairspray)
- Mink Stole (Tammy a la pel·lícula original de John Waters)

## Números musicals
Totes les cançons de la pel·lícula són les del musical de Broadway compostes per Marc Shaiman i Scott Wittman.
1. ."Good Morning Baltimore" — Tracy
2. ."The Nicest Kids in Town" — Corny
3. ."Mama, I'm a Big Girl Now" — Instrumental
4. ."It Takes Two" — Link
5. ."(The Legend of) Miss Baltimore Crabs" — Velma
6. ."I Can Hear the Bells" — Tracy
7. ."Ladies' Choice" — Link
8. ."The Nicest Kids in Town (Reprise)" — Corny
9. ."The New Girl in Town" — Amber, Tammy, Shelley, i The Dynamites
10. ."Welcome to the '60s" — Tracy, Edna, The Dynamites, i clients del Hefty Hideaway
11. ."Run and Tell That" — Seaweed, Little Inez, i Detention Kids
12. ."Big, Blonde and Beautiful" — Motormouth Maybelle
13. ."Boink-Boink" - Arthur Adams
14. ."Big, Blonde and Beautiful (Reprise)" — Edna i Velma
15. ."(You're) Timeless to Me" — Edna i Wilbur
16. ."I Know Where I've Been" — Motormouth Maybelle
17. ."I Can Wait" — Tracy
18. ."Without Love" — Link, Tracy, Seaweed i Penny
19. ."(It's) Hairspray" — Corny
20. ."Cooties" — Instrumental
21. ."You Can't Stop the Beat" — Tots

Crèdits
1. ."Come So Far (Got So Far to Go)" — Tracy, Link, Motormouth Maybelle i Seaweed
2. ."Mama, I'm a Big Girl Now" — Ricki Lake, Marissa Jaret Winokur i Nikki Blonsky
3. ."Cooties" — Aimee Allen
4. ."Mr. Pinky's Theme" — Instrumental

Es tragueren 3 cançons del musical de Broadway:
- Mama, I'm a Big Girl Now
- The Big Dollhouse
- Cooties

Però es van afegir cançons noves com:
- Ladies' Choice
- The New Girl in Town
- Big, Blonde and Beautiful (Reprise)

## Premis

### Globus d'Or
| Any  | Categoria                             | Persona                               | Resultat  |
| ---- | ------------------------------------- | ------------------------------------- | --------- |
| 2008 | Millor pel·lícula - Musical o Comèdia | Millor pel·lícula - Musical o Comèdia | Candidata |
| 2008 | Millor actriu - Musical o Comèdia     | Nikki Blonsky                         | Candidata |
| 2008 | Millor actor de repartiment           | John Travolta                         | Candidat  |

### Premis del Sindicat d'Actors
| Any  | Categoria          | Resultat  |
| ---- | ------------------ | --------- |
| 2007 | Millor repartiment | Candidata |

### Altres premis
2007 Young Hollywood Award
- Zac Efron
- Nikki Blonsky
- Jordi Moreno

2007 Teen Choice Awards
- Pel·lícula de l'estiu — Comèdia/Musical

2007 Hollywood Film Festival & Hollywood Awards
- Productor de l'Any de Hollywood — Craig Zadan i Neil Meron
- Millor Repartiment de l'Any de Hollywood — Musical/Comèdia

19th Annual Palm Springs International Film Festival
- Estrella que crece - Nikki Blonsky
- Ensemble Performance Award

13th Annual Critics' Choice Awards
- Millor Repartiment
- Millor Actriu Jove - Nikki Blonsky

2008 People's Choice Awards
- Cançó Preferida d'un Soundtrack - "You can't stop the beat"

Billboard Year End Charts (2007)
- # 1 a Àlbum de l'Any - "Hairspray"